# Tintin: Destination Adventure
Tintin: Destination Adventure  je pustolovska videoigra, ki temelji na Tintinu in njegovih pustolovščinah, seriji stripov belgijskega karikaturista Hergéja. Za Microsoft Windows in PlayStation je bila v Evropi izdana leta 2001.

## Igra
Igra je podobna prejšnjima dvema Tintin igrama (Sončev tempelj in Tintin v Tibetu), razen v nekaterih delih, kjer lahko igralec upravlja vozila. Poleg tega je edina druga izboljšava uporaba 3D grafike.

## Izdaja
Tintin: Destination Adventure je bila izdana za PlayStation septembra 2001 in za Windows novembra 2001.